# Mary Stuart Masterson
Mary Stuart Masterson (født 28. juni 1966) er en amerikansk skuespillerinde, der blandt andet har medvirket i filmene "Sig Du Elsker Mig, Stegte grønne tomater og Benny og Joon.